# Banha
Banha o Benha (àrab: بنها, Banhā; copte: ⲡⲁⲛⲁϩⲟ, Panaho) és una ciutat del nord-est d'Egipte, capital de la governació de Qalyubia, coneguda localment com a Banha Elasal, «Banha de la mel», segurament a causa de la importància que hi té la recol·lecció de mel. És a 48 km al nord del Caire a la part oriental de la branca Damiata del Nil en una zona fèrtil i ben regada i amb una resclosa a 30 km més amunt. La població és de 145.792 habitants (2006). La ciutat disposa d'una universitat establerta el novembre de 1976. Està dividida en barris, essent els principals : El-Vilal, Banha el-Gedida, Attrib, El-Manshia, El-Shedia and El-Zeraah. Banha és una important nus a la xarxa de ferrocarril que parteix cap al nord des del Caire. Una mica al nord hi ha l'antiga Athribis (Alt Egipte), capital del nomos IX, el lloc no ha estat investigat sistemàticament pels arqueòlegs, però durant anys, els camperols que excavaven a la zona han descobert molts objectes de plata. A 20 km al sud i ha Tall al-Yahudiya, lloc de l'antiga Leontòpolis.

## Sectors productius
Banha posseeix fèrtils terres de conreu, ben irrigades pels canals que provenen de la presa del delta, a 30 quilòmetres, que produeixen abundant blat i cotó.
Des de l'antiguitat és coneguda per la producció d'ingredients dels perfums, com l'attar de roses. I modernament per la indústria electrònica.
El magatzem de farmàcia del Nayeb, fundat el 1907 pel Dr Ahmed M. El Nayeb, és molt conegut pels farmacèutics egipcis, a causa del fet que el seu fundador va ser el primer egipci musulmà que va posseir un magatzem de farmàcia totalment egipci, quan aquest tipus de negoci era controlat pels jueus i els estrangers que vivien a Egipte.

## Personatges il·lustres
Banha és famós per produir a molta gent egípcia famosa. Per exemple:
- Ahmed Helmy, és un agent famós, graduat a la universitat de Banha, és de Banha cèntric, és conegut extensament per les seves pel·lícules còmiques, com ara: "Alnazer, 55Esaaf, Mido Mashkel, Shan de Zaki, Zarf Tarek, keda Reda".
- Dr. Ahmed Abdelmoghny, és un farmacèutic famós, investigador als Estats Units d'Amèrica a la universitat de l'escola de Miami de la medicina "Molinero", ell es va graduar a la universitat de Zagazig, i honra el lloc web de Molinero preparant el nom de la seva facultat i el nom d'Egipte en la seva primera pàgina[2]